# Демченко, Владимир Акимович
Владимир Акимович Демченко — советский государственный и политический деятель, 1-й секретарь Московского промышленного областного комитета КПСС.

## Биография
Родился в 1920 году. Член ВКП(б) с 1946 года.
С 1945 года — на общественной и политической работе. В 1945—1985 гг. — на комсомольской работе, заместитель заведующего отдела рабочей молодёжи МГК ВЛКСМ, на партийной работе, 1-й секретарь Ступинского городского комитета КПСС, секретарь Московского областного комитета КПСС, председатель Организационного бюро Московского областного комитета КПСС по промышленному производству, 1-й секретарь Московского промышленного областного комитета КПСС, 2-й секретарь Московского областного комитета КПСС, заместитель председателя СМ РСФСР.
Избирался депутатом Верховного Совета РСФСР 6-го, 8-го, 9-го, 10-го, 11-го созывов, Верховного Совета СССР 7-го созыва.
Награждён двумя орденами Ленина (в том числе 18.04.1980)
Скончался 9 октября 1991 года. Похоронен в Москве на Ваганьковском кладбище.